# Emily King
Emily King (New York, 10 luglio 1985) è una cantautrice statunitense.

## Biografia
Emily King è cresciuta in un piccolo appartamento del Lower East Side; i suoi genitori erano una coppia di cantanti che viaggiava frequentemente portando lei e suo fratello maggiore con loro. All'età di 16 anni ha lasciato le scuole superiori per dedicarsi alla sua carriera musicale, iniziando a suonare in ristoranti e locali di New York.
La cantante ha firmato il suo primo contratto discografico con la J Records nel 2004 ed è apparsa nell'album Disciple di Nas poco dopo, accreditata semplicemente come "Emily". Il suo album di debutto East Side Story è stato pubblicato tre anni dopo, nell'agosto 2007. È stato anticipato dal singolo Walk In My Shoes ed è stato acclamato dalla critica specializzata. Ha guadagnato una candidatura ai Grammy Awards 2008 nella categoria Miglior album R&B contemporaneo. Ha poi compiuto tournée con John Legend e Floetry, aprendo concerti per artisti quali Nas, Alicia Keys, Chaka Khan ed Erykah Badu. Nel 2008 è stata licenziata dalla casa discografica per le scarse vendite dei suoi lavori e ha continuato la sua carriera in modo indipendente. Ha pubblicato l'EP Seven, registrato nella sua stessa casa, nel luglio 2011.
Nel 2012 ha ricevuto l'Holly Prize (un omaggio alla memoria di Buddy Holly) da parte della Songwriters Hall of Fame per il suo lavoro da cantautrice. In autunno, Emily King è stata invitata da Emeli Sandé ad aprire il suo tour britannico, collaborando poi con José James nel suo album No Beginning No End. L'anno successivo ha aperto numerosi concerti di Sara Bareilles.
Nel 2015 è uscito The Switch, secondo album in studio della cantante, auto-pubblicato dalla sua etichetta Making Music Records, in seguito ripubblicato nel 2016 come edizione deluxe.
Dopo aver firmato con l'etichetta indipendente ATO Records nel 2017, la cantante ha pubblicato il suo terzo album in studio, Scenery, il 1º febbraio 2019. Ad ottobre successivo è stato reso disponibile un EP contenente remix dei brani del disco.
A fine 2019 ha accompagnato ancora una volta Sara Bareilles nel suo Amarest The Chaos Tour. Ha contribuito a Being Human, brano utilizzato come sigla finale della serie animata Steven Universe Future. Nel 2020 ha ricevuto la sua seconda candidatura ai Grammy Awards per Look at Me Now, nella categoria Miglior canzone R&B, e nell'anno successivo la sua terza grazie a See Me come Miglior interpretazione R&B. Il suo quinto album, Special Occasion, è stato pubblicato nel 2023 ed ha altresì conseguito una candidatura al Grammy per il Miglior album R&B.

## Discografia

### Album in studio
- 2007 – East Side Story
- 2015 – The Switch
- 2019 – Scenary
- 2020 – Sides
- 2023 – Special Occasion

### EP
- 2006 - East Side Story (Sampler)
- 2011 - Seven
- 2015 – Emily King on Audiotree Live
- 2019 – Change of Scenery (Remix EP)

### Singoli
- 2007 – Walk in My Shoes (con Lupe Fiasco)
- 2008 – U & I
- 2012 – Ordinary Heart
- 2013 – The Animals
- 2014 – Distance
- 2016 – BYIMM
- 2017 – Crush
- 2018 – Remind Me
- 2018 – Look at Me Now
- 2019 – Can't Hold Me
- 2019 – Incredible Manage Question
- 2020 – Being Human
- 2020 – See Me
- 2021 – First Time
- 2022 – This Year
- 2023 – Medal
- 2023 – False Start
- 2023 – Special Occasion
- 2023 – Bad Memory (con Norah Jones)